# Fausto Tozzi
Fausto Tozzi (Roma, 29 ottobre 1921 – Roma, 10 dicembre 1978) è stato un attore e sceneggiatore italiano.

## Biografia
Dal dopoguerra fu attivo come sceneggiatore in pellicole quali Mio figlio professore (1946) e Sotto il sole di Roma (1948), entrambe su soggetto e regia di Renato Castellani. Dal 1950, con Il caimano del Piave di Giorgio Bianchi, si impose come attore e ottenne i suoi maggiori successi negli anni cinquanta, soprattutto come interprete dei film La città si difende (1951) e Il brigante di Tacca del Lupo (1952), entrambi di Pietro Germi, Musoduro (1957) di Guido Malatesta, Un uomo facile (1959) di Paolo Heusch, pellicole di impianto realistico o avventuroso, che misero in risalto la sua recitazione asciutta e corposa.
Nel 1962 apparve a teatro, interpretando con discreto successo il ruolo di "Gnecco" nella commedia musicale Rugantino, e continuò la sua multiforme attività apparendo più volte in televisione, dove interpretò con bravura la parte di Menelao, re di Sparta e marito di Elena (Scilla Gabel) nello sceneggiato televisivo Odissea (1968), per la regia di Franco Rossi, Mario Bava e Piero Schivazappa.
Si impose nuovamente sul grande schermo come ottimo caratterista in film quali Il tormento e l'estasi (1965) di Carol Reed, e Per grazia ricevuta (1971) di Nino Manfredi. Firmò anche un film come regista, Trastevere (1971).

## Vita privata
Tozzi fu sposato in prime nozze con la traduttrice e sceneggiatrice francese Marie-Claire Solleville (1927-1991). Dal 1964 fino alla sua scomparsa fu legato alla villarese Evelina Arduino (1941-2017), dalla quale ebbe i figli Giuditta (1965) e Federico (1967). Da una precedente relazione con un'altra donna francese, ebbe il suo primogenito Valerio (1954-2024). Amante della natura, era solito ritirarsi con i familiari, gli amici e i colleghi presso la località Fiumata a Filettino, in provincia di Frosinone, dove creò un'oasi — tutt'oggi esistente — nel cuore dei Monti Simbruini.
Morì a 57 anni per insufficienza respiratoria all'ospedale Fatebenefratelli di Roma nel 1978.

## Filmografia parziale

Fausto Tozzi ne Il brigante di Tacca del Lupo (1952)

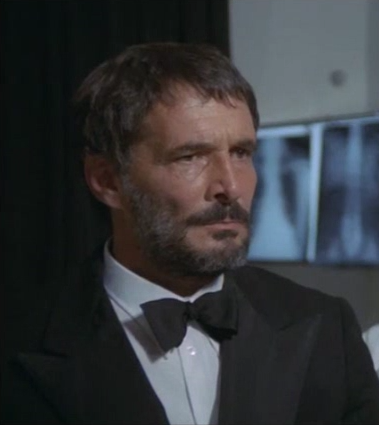
Fausto Tozzi in Per grazia ricevuta (1971)

Fausto Tozzi con Turam Quibo in un frammento del film Trastevere (1971)

### Attore
- Donne senza nome, regia di Géza von Radványi (1950)
- La città si difende, regia di Pietro Germi (1951)
- Il caimano del Piave, regia di Giorgio Bianchi (1951)
- Fratelli d'Italia, regia di Fausto Saraceni (1952)
- Il brigante di Tacca del Lupo, regia di Pietro Germi (1952)
- Carmen proibita, regia di Giuseppe Maria Scotese (1953)
- Musoduro, regia di Giuseppe Bennati (1953)
- I cinque dell'Adamello, regia di Pino Mercanti (1954)
- Nel gorgo del peccato, regia di Vittorio Cottafavi (1954)
- La corda d'acciaio, regia di Carlo Borghesio (1954)
- Casa Ricordi di Carmine Gallone (1954)
- Casta Diva, regia di Carmine Gallone (1954)
- Divisione Folgore, regia di Duilio Coletti (1954)
- Terroristi a Madrid, regia di Rafael María Torrecilla (1955)
- Il mantello rosso, regia di Giuseppe Maria Scotese (1955)
- Un po' di cielo, regia di Giorgio Moser (1955)
- La ladra, regia di Mario Bonnard (1955)
- Canzoni di tutta Italia, regia di Domenico Paolella (1955)
- Beatrice Cenci, regia di Riccardo Freda (1956)
- La grande caccia, regia di Emilio Capolino (1957)
- Il cielo brucia, regia di Giuseppe Masini (1957)
- El Alamein, regia di Duilio Coletti (1957)
- Quando gli angeli piangono, regia di Marino Girolami (1958)
- Storie d'amore proibite (Il cavaliere e la zarina) (Le secret du Chevalier d'Éon), regia di Jacqueline Audry (1959)
- La notte del grande assalto, regia di Giuseppe Maria Scotese (1959)
- La legge m'incolpa (Quai des illusions), regia di Émil Couzinet (1959)
- Questo amore ai confini del mondo, regia di Giuseppe Maria Scotese (1960)
- Dagli Appennini alle Ande, regia di Folco Quilici (1960)
- Costantino il Grande, regia di Lionello De Felice (1960)
- Saint-Tropez Blues, regia di Marcel Moussy (1961)
- F.B.I. contro dottor Mabuse (Im Stahlnetz des Dr. Mabuse), regia di Harald Reinl (1961)
- Le meraviglie di Aladino, regia di Mario Bava (1961)
- El Cid, regia di Anthony Mann (1961)
- La congiura dei dieci, regia di Baccio Bandini (1962)
- Marcia o crepa, regia di Frank Wisbar (1962)
- Il giorno più corto, regia di Sergio Corbucci (1963)
- La schiava di Bagdad (Shéhérazade), regia di Pierre Gaspard-Huit (1963)
- Spionaggio a Gibilterra (Gibraltar), regia di Pierre Gaspard-Huit (1964)
- La vendetta della signora, regia di Bernhard Wicki (1964)
- I violenti di Rio Bravo (Der Schatz der Azteken), regia di Robert Siodmak (1965)
- Il tormento e l'estasi (The Agony and the Ecstasy), regia di Carol Reed (1965)
- I coltelli del vendicatore, regia di Mario Bava (1966)
- Le spie (I Spy) – serie TV, episodio 2x04 (1966)
- Il marinaio del Gibilterra (The Sailor from Gibraltar), regia di Tony Richardson (1967)
- ...e divenne il più spietato bandito del sud, regia di Julio Buchs (1967)
- La virtù sdraiata (The Appointment), regia di Sidney Lumet (1969)
- Odissea, regia di Franco Rossi, Mario Bava e Piero Schivazappa (1969)
- Il triangolo rosso, regia di Ruggero Deodato e Mario Maffei – serie TV seconda stagione - VI episodio (1969)
- Sledge (A Man Called Sledge), regia di Vic Morrow (1970)
- L'amante del prete (La faute de l'abbé Mouret), regia di Georges Franju (1970)
- La spina dorsale del diavolo (The Deserter), regia di Burt Kennedy, Niksa Fulgosi (1970)
- Mazzabubù... Quante corna stanno quaggiù?, regia di Mariano Laurenti (1971)
- Per grazia ricevuta, regia di Nino Manfredi (1971)
- Afyon - Oppio, regia di Ferdinando Baldi (1972)
- Joe Valachi - I segreti di Cosa Nostra (The Valachi Papers), regia di Terence Young (1972)
- Il rapido delle 13.30, episodio di All'ultimo minuto, regia di Ruggero Deodato (1972) - serie TV
- L'altra faccia del padrino, regia di Franco Prosperi (1973)
- Valdez il mezzosangue, regia di John Sturges, Duilio Coletti (1973)
- Dio, sei proprio un padreterno!, regia di Michele Lupo (1973)
- La mano spietata della legge, regia di Mario Gariazzo (1973)
- Quelli che contano, regia di Andrea Bianchi (1973)
- Crazy Joe, regia di Carlo Lizzani (1974)
- Le guerriere dal seno nudo, regia di Terence Young (1974)
- La polizia interviene: ordine di uccidere!, regia di Giuseppe Rosati (1975)
- L'altro Dio, regia di Elio Bartolini (1975)
- Gli esecutori, regia di Maurizio Lucidi (1976)
- Il colpaccio, regia di Bruno Paolinelli (1976)
- Paura in città, regia di Giuseppe Rosati (1976)
- Oh, Serafina!, regia di Alberto Lattuada (1976)
- Black Stallion, regia di Carroll Ballard (1979)

### Sceneggiatore
- Musoduro, regia di Giuseppe Bennati (1953)
- L'amico del giaguaro, regia di Giuseppe Bennati (1958)
- Testa di rapa, regia di Giancarlo Zagni (1966)

### Regista
- Trastevere (1971)

## Doppiatori italiani
- Emilio Cigoli in Il caimano del Piave, I cinque dell'Adamello, Casta Diva, Le meraviglie di Aladino
- Gualtiero De Angelis in Nel gorgo del peccato, La ladra, La legge m'incolpa
- Glauco Onorato in Quelli che contano, Gli esecutori, Paura in città
- Giuseppe Rinaldi in La città si difende, Il brigante di Tacca del Lupo
- Aldo Giuffré in Costantino il Grande, Odissea
- Sergio Rossi in Per grazia ricevuta, La polizia interviene: ordine di uccidere!
- Pino Locchi in Casa Ricordi
- Bruno Persa in Divisione Folgore
- Renato Turi in La congiura dei dieci
- Luciano De Ambrosis in La vendetta della signora
- Giorgio Piazza in I violenti di Rio Bravo
- Renzo Palmer in I coltelli del vendicatore
- Elio Zamuto in Afyon - Oppio